# Hubert Pfeiffer
Hubert Pfeiffer (* 14. Oktober 1891 in Barmen (heute ein Stadtteil Wuppertals); † 25. Dezember 1932 in Aachen) war ein deutscher Organist, Pianist und Komponist.

## Leben
Hubert Pfeiffer wuchs als Sohn des Färbermeisters Peter Pfeiffer und dessen Ehefrau Elisabeth (geb. Giesenfeld) in Barmen auf. Da eine Entzündung bereits kurz nach der Geburt zur vollständigen Erblindung des Kindes führte, wurde Hubert ab seinem 10. Lebensjahr in der Provinzial-Blindenanstalt Düren unterrichtet. Der dort ansässige Musiklehrer Clemens Engels erkannte seine außergewöhnliche musikalische Begabung und unterwies ihn in Klavier-, Orgel- und Violoncellospiel sowie Musiktheorie. 1910 beendete Hubert Pfeiffer seine schulische Ausbildung und konnte bereits am 4. August desselben Jahres die Organistenprüfung an der Katholischen Hochschule für Kirchenmusik St. Gregorius in Aachen ablegen. Sein weiterer Ausbildungsweg führte ihn an das Konservatorium Potthoff-Zimmermann in Elberfeld (heute ebenfalls ein Stadtteil Wuppertals). Neben dem Klavierstudium wurde er hier von Kurt Herold in Kontrapunkt und Komposition unterrichtet. 1919 heiratete er Anna Sieper aus Barmen; sein Sohn Hans Peter wurde 1921 geboren. Nachdem Hubert Pfeiffer bereits als Privatmusiklehrer in seiner Heimatstadt gearbeitet hatte, wurde er zum 1. Januar 1922 Organist und Kantor der  Herz-Jesu-Kirche zu Barmen, ein Amt, das er bis zum 1. Januar 1926 innehatte. Danach wirkte er bis zu seinem frühen, durch eine Blutvergiftung hervorgerufenen Tod als Komponist, Konzertpianist und Musiklehrer in Barmen.
Nach Hubert Pfeiffer sind eine Straße und ein Platz im Süden des Bezirks Heckinghausen benannt.

## Werke

### Mit Opuszahl
- op. 1: Lieder für eine Singstimme mit Klavierbegleitung (1910)
- op. 2: Drei gemischte Chöre a cappella (1910)
- op. 3: Zwei Klavierstücke (1911)
- op. 4: Sonate C-Dur für Klavier (1912)
- op. 5: Vier Lieder für eine Singstimme mit Klavierbegleitung (1912)
- op. 6: Drei Lieder für eine Singstimme mit Klavierbegleitung (1913)
- op. 7: Reisebilder. Acht Stücke für Klavier (1914)
- op. 8: Zwei Stücke für Klavier (1914)
- op. 9: Konzertwalzer für Klavier (1914)
- op. 10: Vier Klavierstücke (1915)
- op. 11: Elf Variationen und Fuge über ein Thema von Giovanni (Bach) für Klavier (1916)
- op. 12: Drei Schelmenweisen. Lieder für eine Singstimme mit Klavier (1917)
- op. 13: Drei Choral-Vorspiele für Orgel (1917/1930)
- op. 14: Scherzo fis-Moll für Klavier (1917)
- op. 15: Drei Stücke für Violine mit Klavierbegleitung (1918)
- op. 16: Drei Lieder für eine Singstimme mit Klavierbegleitung (1919)
- op. 17: Miniaturen für Klavier (1919)
- op. 18: Fantasie und Fuge D-Dur für Orgel (1920)
- op. 19: Missa „Sursum corda“ für dreistimmigen Frauenchor, Sopran-, Altsolo und Orgel (1920)
- op. 20a: Drei Duette für Mezzosopran und Bariton mit Klavierbegleitung (1919/1921)
- op. 20b: Zwei Duette für Sopran und Mezzosopran mit Orgel (1919/1921)
- op. 21: Zwei Lieder für eine Singstimme mit Klavierbegleitung (1921)
- op. 22: Sänger des Frühlings für Männerchor a cappella (1921)
- op. 23: Laudate dominum für vier-siebenstimmigen gemischten Chor mit Orgel (1922)
- op. 24: Messe f-Moll für zweistimmigen Männer-, Frauen- oder Knabenchor mit Orgel (1922)
- op. 25: Drei Lieder für eine Singstimme mit Klavierbegleitung (1923)
- op. 26: Sonate g-Moll für Klavier und Violine (1924)
- op. 27: Auferstehungsmesse für vier-achtstimmigen gemischten Chor a cappella (1925) [vollgültige Frühfassung der E-Dur-Messe op. 35]
- op. 28: Motette: Wenn ich mit Menschen- und mit Engelszungen redete für vierstimmigen gemischten Chor a cappella (1926, neue Fassung: 1931)
- op. 29: Am Meer. Lied für eine Singstimme mit Klavierbegleitung (1926)
- op. 30: Geistliches Lied: Du hast mir deine Klage verwandelt für eine Altstimme mit Klavier-, Orgel- oder Orchesterbegleitung (1926)
- op. 31: Nordseebilder. Eine Folge von fünf Klavierstücken (1927)
- op. 32: Messe d-Moll für Männerchor mit Orgelbegleitung (1927)
- op. 33: Sonate e-Moll für Klavier (1927)
- op. 34: Vier gemischte Chöre a cappella (1928)
- op. 35: Messe E-Dur für vier Solostimmen, Chor, Orchester und Orgel (1928/1929)
- op. 36: Vier Männerchöre a cappella (1928)
- op. 37: Motette: Crucem tuam adoramus für gemischten Chor und Orgel ad lib. (1929)
- op. 38: Antiphon über den Tod für Männerchor und Knabenstimmen (1929)
- op. 39: Fünf Kinderlieder mit Klavierbegleitung (1929)
- op. 40: Die Liebe. Kantate für Männerchor, Altsolo und Orchester (1930)
- op. 41: Zwei dreistimmige Frauenchöre mit Streichorchester (1930)
- op. 42: Choralmotette: Herr, dein heiliger Wille für vierstimmigen Männerchor a cappella (1930/1931)
- op. 43: Drei Gesänge für eine Altstimme mit Orchester (1931)
- op. 44: Musik in drei Sätzen für eine unbegleitete A-Klarinette (1931)
- op. 45: Gesang zur Sonne (Erhebung). Kantate nach Gedichten von Hans Carossa für Alt- und Baritonsolo, gemischten Chor und Orchester (1932) [unvollendet]

### Ohne Opuszahl
- Sieg oder Tod für dreistimmigen Frauen- oder Kinderchor
- Bundesmarsch für Klavier zu vier Händen
- Zweistimmige Invention und vier lyrische Skizzen für Klavier (1918)
- Tantum ergo für vierstimmigen Männerchor a cappella (1920)
- Wohin? für vierstimmigen Männerchor mit Klavierbegleitung (1920, rev. 1929)
- Jauchz deinem Heiland entgegen für vierstimmigen gemischten Chor a cappella (1923)
- Laetentur coeli für vierstimmigen gemischten Chor a cappella (1923)